# روز سیاه کارگر

شبه رمان روز سیاه کارگر نوشتهٔ احمدعلی خداداده کرد دینوری (عضو حزب دموکرات عامیون ایران) است که در سال ۱۳۰۵ در کرمانشاه منتشر شد و ترجمهٔ روسی آن در سال ۱۳۱۴/۱۹۳۵ در تاشکند به چاپ رسید.
کتاب جدید آن توسط نشر نقطه در سال 1395 منتشر شده است. 
داستان یک دهقان به اسم بختیار که زندگی سرشار از سختی را می‌گذراند. این داستان در منطقه غرب کشور ودر سه ناحیه کرمانشاهان کوردستان و همدان رخ داده است